# Benkov (Uničov)
Benkov (Duits: Pinke, soms ter onderscheiding van andere plaatsen met dezelfde naam Benkov u Střelic genoemd) is een Moravisch dorp, stadsdeel en kadastrale gemeente in de Tsjechische stad Uničov. Benkov telt 204 inwoners (2021).

## Geschiedenis
- 1344 – De eerste schriftelijke vermelding van Benkov.
- 1850-1950 – Benkov vormt een zelfstandige gemeente.
- 1961-1975 – Benkov is onderdeel van de gemeente Střelice.[2]
- 1976 – De gemeente Střelice, inclusief Benkov, wordt geannexeerd door de stad Uničov.

## Aanliggende (kadastrale) gemeenten
| Aanliggende (kadastrale) gemeenten1 | Aanliggende (kadastrale) gemeenten1 | Aanliggende (kadastrale) gemeenten1 | Aanliggende (kadastrale) gemeenten1 | Aanliggende (kadastrale) gemeenten1 |
| ----------------------------------- | ----------------------------------- | ----------------------------------- | ----------------------------------- | ----------------------------------- |
| Medlov                              |                                     |                                     |                                     | Uničov                              |
|                                     |                                     |                                     |                                     |                                     |
|                                     | Střelice                            |                                     |                                     |                                     |
|                                     |                                     |                                     |                                     |                                     |
|                                     |                                     | Červenka                            |                                     |                                     |

1 Cursief geschreven namen zijn andere kadastrale gemeenten binnen de stad Uničov.